# Żywi i martwi
Żywi i martwi (ros. Живые и мëртвые) – powieściowa trylogia (Żywi i martwi, Nikt nie rodzi się żołnierzem, Ostatnie lato), napisana przez radzieckiego pisarza Konstantina Simonowa. Pierwsze dwie części cyklu zostały wydane w 1959 i 1962 r., trzecia część – w 1971 r. Utwór został napisany jako epopeja o etapie drugiej wojny światowej, zwanym wielką wojną ojczyźnianą, który rozpoczął się od ataku III Rzeszy na ZSRR. Akcja obejmuje okres od czerwca 1941 r. do lipca 1944 r.
Głównym bohaterem powieści jest politruk Sincow, który bierze udział w walkach podczas pierwszych tygodni po ataku III Rzeszy na ZSRR 22 czerwca 1941 r. Po ogłoszeniu mobilizacji Sincow z powodu panującego chaosu ma najpierw duże trudności z dotarciem do swojej jednostki, a potem wraz z nią wpada w niemieckie okrążenie i z niedobitkami swojego oddziału przedziera się przez las w poszukiwaniu wojsk radzieckich. Bohater jest zmuszony wielokrotnie walczyć z Niemcami, kilkakrotnie zostaje ranny, ale prawdziwym problemem staje się dla niego dopiero utrata legitymacji partyjnej, którą wyjął mu z kieszeni kolega z oddziału, uznając go za martwego, choć ten był tylko nieprzytomny. Kiedy ranny Sincow dostaje się do swojego oddziału, zostaje oskarżony o to, że bojąc się dostać się do niewoli niemieckiej, wyrzucił swoją legitymację partyjną (Niemcy zabijali na miejscu członków partii bolszewickiej). Bohater z trudem unika trybunału wojskowego, ale zostaje zdegradowany do stopnia zwykłego żołnierza i bierze udział m.in. w jesiennej obronie Moskwy. W tym samym czasie jego żona uczy się w akademii wojskowej i ma zostać przerzucona przez linię frontu jako radiotelegrafistka.
Powieść opowiada głównie o bohaterstwie radzieckich żołnierzy i ludności cywilnej oraz o okrucieństwie atakujących Niemców. Na bazie Odwilży zostało w niej ukazane jednakże także nieprzygotowanie ZSRR do wojny i błędy dowództwa radzieckiego.
W 1964 r. pierwsza część cyklu została zekranizowana. W 1967 r. zekranizowano drugą część.